# 慶長
慶長（けいちょう）は、日本の元号の一つ。文禄の後、元和の前。1596年から1615年までの期間を指す。日本史の時代区分においては安土桃山時代と江戸時代を跨いでいる。この時代の天皇は後陽成天皇、後水尾天皇。天下人は豊臣秀吉、豊臣秀頼。江戸幕府将軍は徳川家康、徳川秀忠。

## 改元
- 文禄5年10月27日（グレゴリオ暦1596年12月16日） 天変地異などの災異のため改元
- 慶長20年7月13日（グレゴリオ暦1615年9月5日） 元和に改元

豊臣政権は自己の権威の維持を図るため、豊臣秀次が自害した文禄4年と豊臣秀吉が病死した慶長3年に、朝廷に対して改元を要請したことが知られているが、朝廷はこれを拒否している。この時期の改元はあくまでも公家側と武家側の意見の一致が必要でありそれが成立したのが、後陽成天皇即位に伴う代始改元の動きと豊臣政権による全国平定が重なった「文禄」改元と、京都などで地震が相次いだ「慶長」改元のみであったと見られている。

## 慶長年間の出来事

### 概略
文禄5年に大地震が立て続けに起きたことで慶長に改元されたが、慶長年間ではその後も巨大地震が相次いで発生している。
また、大きな出来事として慶長5年の関ヶ原の戦い、徳川家康による慶長8年の江戸幕府開府、慶長19年～20年の大坂冬の陣・夏の陣を経て大坂城の落城（豊臣氏滅亡・元和偃武）などがあり、この年間で時代が大きく動くこととなった。

### 年表
- 元（1596）年
  - 12月17日 - 豊臣秀吉の子の拾が元服（のちの豊臣秀頼）
  - 12月19日 - 二十六聖人の殉教事件
- 2（1597）年
  - 1月14日 - 慶長の役始まる
  - 3月1日 - 浅間山が噴火
- 3（1598）年
  - 4月8日 - 浅間山が噴火
  - 8月18日 - 豊臣秀吉死去
- 4（1599）年
  - 閏3月3日 - 勅版の『日本書紀神代巻』刊行
  - 9月28日 - 徳川家康が、大坂城西の丸に入る
- 5（1600）年
  - 3月16日 - オランダ船リーフデ号、豊後に漂着
  - 6月16日 - 徳川家康、豊臣家大老として会津征伐を決行。遠征軍を自ら率いて大坂城を進発
  - 8月1日 - 伏見城の戦い。宇喜多秀家を総大将とする西軍により伏見城陥落、守将鳥居元忠以下1,800の将兵が戦死
  - 9月15日 - 関ヶ原の戦い
- 6（1601）年
  - 1月 - 徳川家康、東海道に伝馬制を定める
  - 5月 - 大黒常是を長として京都伏見に銀座を開設
  - 7月 - 慶長丁銀の発行
  - 8月16日 - 徳川家康、上杉景勝を米沢へ転封
  - 月日不明 - 慶長小判の発行、慶長の幣制の始まり
- 7（1602）年
  - 12月4日 - 再建中だった方広寺大仏殿が焼失
- 8（1603）年
  - 2月12日 - 徳川家康、征夷大将軍に任じられ、江戸幕府を開府
  - 4月22日 - 豊臣秀頼が内大臣に任じられる
  - 日本橋ができる
- 9（1604）年
  - 12月16日 - 慶長の大地震が起こる（南海トラフ巨大地震とされていたが、伊豆・小笠原海溝震源説など諸説あり）、犬吠埼から九州までの太平洋沿岸で津波被害
  - 冬 - 畿内で痘瘡・麻疹が大流行
- 10（1605）年
  - 4月16日 - 徳川秀忠、江戸幕府2代将軍に就任
  - 9月15日 - 八丈島が噴火
  - 11月 - 浅間山が噴火
- 11（1606）年
  - 9月23日 - 江戸城本丸が完成
- 12（1607）年
  - 閏4月26日 - 徳川義直が清洲城主になる
  - 12月22日 - 駿府城が全焼
- 14（1609）年
  - 4月5日 - 琉球の尚寧王が首里城を開城し、薩摩藩に降伏（琉球侵攻）
  - 9月13日 - 前田利長が高岡城に入り、現在の富山県高岡市が開町される。
  - 5月 - 己酉約条調印
  - 8月22日 - 平戸にオランダ商館が出来る
- 16（1611）年
  - 3月27日 - 後陽成天皇が政仁親王（後水尾天皇）に譲位
  - 8月21日 - 会津地震が発生、若松城が半壊
  - 10月28日 - 慶長三陸地震。三陸地方で大地震・大津波が発生し、死者多数。被害は北海道南東岸のアイヌにまで及んだ。震源には諸説あり。
- 17（1612）年
  - 将棋名人戦の起こりである名人制が作られる
- 18（1613）年
  - 9月15日 - 遣欧使節の支倉常長一行が出発
- 19（1614）年
  - 1月19日 - 大久保忠隣が改易される
  - 7月26日 - 方広寺鐘銘事件
  - 10月25日 - 大地震が起こる、従来「高田領大地震」と考えられてきたが、震源は不明。
  - 11月15日 - 大坂冬の陣はじまる
- 20（1615）年
  - 4月26日 - 大坂夏の陣はじまる
  - 5月8日 - 大坂城が落城し、豊臣氏滅亡。（元和偃武）
  - 閏6月13日 - 一国一城令が出される
  - 7月7日 - 武家諸法度制定
  - 7月13日 - 元和に改元

## 誕生
- 元年
  - 10月30日 - 松平信綱、江戸時代の大名、老中（+ 寛文2年）
- 2年
  - 4月11日、千姫、豊臣秀頼の正室（+ 寛文6年）
- 3年
  - 月日不明 - 阿部重次、江戸時代初期の老中（+ 慶安4年）
- 4年
  - 2月18日 - 池田忠継、江戸初期の大名、岡山城主（+ 慶長20年）
  - 5月2日 - 近衛信尋、江戸初期の公家、後陽成天皇第四皇子（+ 慶安2年）
  - 月日不明 - 荒木又右衛門、江戸時代初期の剣客（+ 寛永15年） 生年は異説有
- 5年
  - 11月28日 - 徳川義直、徳川家康九男、尾張徳川家の祖（+ 慶安3年）
- 6年
  - 7月24日 - 真田幸昌（大助）、真田信繁の子（+ 慶長20年） 生年は異説有。
  - 8月5日 - 松平直政、徳川家康の孫、江戸初期の大名（+ 寛文6年）
- 7年
  - 1月14日 - 狩野探幽、江戸初期の絵師、狩野永徳の孫（+ 延宝2年）
  - 3月7日 - 徳川頼宣、徳川家康十男、紀州徳川家の祖（+ 寛文11年）
  - 5月 - 鷹司孝子、徳川家光の正室（+ 延宝2年）
  - 7月19日 - 阿部忠秋、江戸初期の大名、老中（+ 延宝3年）
- 8年
  - 8月10日 - 徳川頼房、徳川家康十一男、水戸徳川家の祖（+ 寛文元年）
- 9年
  - 7月17日 - 徳川家光、江戸幕府第3代将軍（+ 慶安4年）
- 10年
  - 月日不明 - 榊原忠次、江戸初期の大名、宿老（+ 寛文5年）
  - 月日不明 - 由井正雪、江戸時代の軍学者、慶安の変を起こす（+ 慶安4年）
- 11年
  - 月日不明 - 徳川忠長、徳川秀忠三男、駿河駿府藩主（+ 寛永10年）
- 12年
  - 10月4日 - 徳川和子（東福門院）、徳川秀忠の娘、後水尾天皇の中宮（+ 延宝6年）
  - 月日不明 - 柳生三厳、江戸初期の剣豪（+ 慶安3年）
- 13年
  - 3月7日 - 中江藤樹、江戸初期の陽明学者（+ 慶安元年）
  - 12月11日 - 堀田正盛、江戸初期の大名、老中（+ 慶安4年）
  - 月日不明 - 豊臣国松、豊臣秀頼の子（+ 慶長20年）
- 14年
  - 4月4日 - 池田光政、初代岡山藩主（+ 天和2年）
  - 10月29日 - 山内忠豊、土佐藩第3代藩主（+ 寛文9年）
  - 月日不明 - 天秀尼、豊臣秀頼の子（+ 正保2年）
- 15年
  - 月日不明 - 松平定政、江戸初期の大名（+ 寛文12年）
- 16年
  - 5月7日 - 保科正之、徳川秀忠の四男、陸奥会津藩主（+ 寛文12年）
- 19年
  - 月日不明 - 本多政勝 - 大和郡山藩初代藩主（+ 寛文11年）

## 死去
- 元年
  - 10月28日 - 酒井忠次、徳川四天王の筆頭、出羽庄内藩藩祖（* 大永7年）
- 2年
  - 2月13日 - 尊朝法親王、四天王寺別当、天台座主（* 天文21年）
  - 6月12日 - 小早川隆景、戦国期の武将、五大老の1人（* 天文2年）
  - 8月8日 - 北条氏邦、北条氏康4男（* 天文10年） 生年には異説有
  - 8月28日 - 足利義昭、室町幕府第15代将軍（* 天文6年）
- 3年
  - 8月18日 - 豊臣秀吉、戦国期の武将、関白、太政大臣（* 天文5年）
- 4年
  - 閏3月3日 - 前田利家、戦国期の武将、五大老の1人（* 天文7年、享年61）
  - 3月25日 - 宮部継潤、戦国期の武将、因幡の大名（* 享禄元年）
  - 5月19日 - 長宗我部元親、戦国期の武将、土佐の大名（* 天文8年）
  - 10月5日 - 南部信直、戦国期の武将、陸奥の大名（* 天文15年）
- 5年
  - 7月17日 - 中村一氏、戦国期の武将。三中老の1人（* 生年不明）
  - 7月17日 - 細川ガラシャ、明智光秀の三女、細川忠興の妻（* 永禄6年）
  - 8月1日 - 鳥居元忠、戦国期の武将、徳川氏の家臣（* 天文8年）
  - 9月15日 - 大谷吉継、戦国期の武将、越前の大名（* 永禄2年）
  - 9月15日 - 島津豊久、戦国期の武将、島津家久の子（* 元亀3年）
  - 9月15日 - 戸田勝成、戦国期の武将、越前の大名（* 生年不明）
  - 9月15日 - 平塚為広、戦国期の武将、美濃の大名（* 生年不明）
  - 9月15日? - 島清興、戦国期の武将、石田三成の家臣（* 天文9年） 生年に異説有
  - 9月18日 - 石田正継、戦国期の武将、石田三成の父（* 生年不明）
  - 10月1日 - 石田三成、戦国期の武将、五奉行の1人（* 永禄3年）
  - 10月1日 - 小西行長、戦国期の武将、肥後の大名（* 弘治元年？）
  - 10月1日 - 安国寺恵瓊、毛利家に仕えた僧、伊予の大名（* 天文8年）
  - 10月3日 - 長束正家、戦国期の武将、五奉行の1人（* 永禄5年）
- 6年
  - 6月14日 - 松平家広、武蔵松山藩主、桜井松平家当主（* 天正5年）
- 7年
  - 2月1日 - 井伊直政、徳川四天王の1人、近江彦根藩主（* 永禄4年）
  - 5月20日 - 前田玄以、五奉行の1人、丹波亀山藩主（* 天文8年、享年63）
  - 8月28日 - 於大の方、徳川家康の母（* 享禄元年）
  - 8月29日 - 松浦久信、肥前平戸藩第2代藩主（* 元亀2年）
  - 10月17日 - 立花誾千代、立花氏の女性当主（* 永禄12年）
  - 10月18日 - 小早川秀秋、戦国期の武将、備前岡山藩主（* 天正10年）
  - 12月12日 - 織田信高、織田信長七男、高家織田氏当主（* 天正4年）
- 9年
  - 3月20日 - 黒田孝高、戦国期の武将、官兵衛・如水としても知られる（* 天文15年）
  - 3月22日 - 小出秀政、戦国期の武将、豊臣秀吉の叔父（叔母婿）、和泉岸和田藩主（* 天文9年）

- 10年
  - 5月8日 - 織田秀信、戦国期の武将、織田信長の嫡孫（* 天正8年）
  - 9月20日 - 山内一豊、初代土佐藩主（* 天文14年、享年60）
- 11年
  - 5月14日 - 榊原康政、戦国期の武将、徳川四天王の1人（* 天文17年）
  - 5月25日 - 柳生宗厳、戦国期の剣豪、新陰流の継承者、柳生宗矩の父（* 大永7年）
- 12年
  - 3月2日 - 津軽為信、陸奥弘前藩初代藩主（* 天文19年）
  - 3月5日 - 松平忠吉、徳川家康四男（* 天正8年）
  - 閏4月8日 - 結城秀康、江戸初期の大名、徳川家康の次男（* 天正2年）
  - 10月2日 - 龍造寺政家、龍造寺氏宗家最後の当主（* 永禄9年）
- 13年
  - 8月12日 - 金森長近、戦国期の武将（* 大永4年）
- 14年
  - 5月3日 - 京極高次、戦国期の武将（* 永禄6年）
  - 5月11日 - 中村一忠、江戸時代初期の大名（* 天正18年）
- 15年
  - 2月24日 - 長谷川等伯、安土桃山時代から江戸時代初期の絵師（* 天文8年）
  - 3月18日 - 生駒一正、戦国期の武将、大名（* 弘治元年）
  - 8月20日 - 細川幽斎、戦国期の武将、歌人（* 天文3年）
  - 10月18日 - 本多忠勝、徳川四天王の1人、伊勢桑名藩主（*天文10年）
- 16年
  - 1月21日 - 島津義久、薩摩の戦国大名（* 天文2年）
  - 4月7日 - 浅野長政、戦国期の武将、五奉行の1人（* 天文16年）
  - 6月4日 - 真田昌幸、戦国期の武将、真田信幸・信繁の父（* 天文16年）
  - 6月24日 - 加藤清正、戦国期の武将、大名（* 永禄5年）
- 17年
  - 4月13日 - 佐々木小次郎、戦国期の剣客（* 生年不明）
  - 4月19日 - 佐竹義重、常陸国を地盤とした戦国大名（* 天文16年）
  - 5月8日 - 近衛前久、安土桃山時代から江戸時代初期の公家（* 天文5年）
  - 7月9日 - 濃姫、織田信長の正室（* 天文4年） 生没年ともに異説有
  - 10月21日 - 伊東マンショ、（* 永禄12年頃）
- 18年
  - 1月25日 - 池田輝政、安土桃山時代から江戸時代初期の大名（* 永禄7年）
  - 1月25日 - 小出吉政、戦国期の武将、但馬出石藩主、和泉岸和田藩主（* 永禄8年）
  - 4月25日 - 大久保長安、武田氏、のちに徳川氏の家臣（* 天文14年）
  - 8月25日 - 浅野幸長、戦国期の武将、紀伊和歌山藩主（* 天正4年）
- 19年
  - 1月18日 - 最上義光、出羽山形藩初代藩主（* 天文15年）
  - 5月20日 - 前田利長、加賀藩初代藩主（* 永禄5年）
  - 7月20日 - 結城晴朝、下総国の戦国大名（* 天文3年）
- 20年
  - 1月8日 - 高山右近、キリシタン大名（* 天文21年）
  - 2月23日 - 池田忠継、江戸初期の大名、岡山城主（* 慶長4年）
  - 5月7日 - 真田信繁（幸村）、江戸時代の武将（* 永禄10年）
  - 5月7日 - 本多忠朝、江戸初期の大名、本多忠勝の次男（* 天正10年）
  - 5月7日 - 小笠原秀政、江戸初期の大名（* 永禄12年）
  - 5月8日 - 豊臣秀頼、豊臣秀吉の子（* 文禄2年、享年23）
  - 5月8日 - 淀殿、豊臣秀吉の側室（* 永禄12年）
  - 5月8日 - 毛利勝永、戦国期の武将、豊臣氏の家臣（* 天正5年）
  - 5月8日 - 大野治長、戦国期の武将、豊臣氏の家臣（* 永禄12年）
  - 5月8日 - 真田幸昌（大助）、真田信繁の子（* 慶長6年？）
  - 5月23日 - 豊臣国松、豊臣秀頼の子（* 慶長13年）
  - 5月27日 - 増田長盛、戦国から江戸初期の大名、五奉行の1人（* 天文14年）
  - 5月28日 - 片桐且元、戦国から江戸初期の大名、賤ヶ岳の七本槍の1人（* 弘治2年）
  - 6月11日 - 古田織部、戦国から江戸初期の大名、茶人、（* 天文13年）

## 西暦との対照表
※は小の月を示す。
| 慶長元年（丙申）   | 一月※     | 二月  | 三月   | 四月※   | 五月    | 六月※ | 七月    | 閏七月※ | 八月    | 九月※ | 十月    | 十一月※   | 十二月    |
| ------------------ | --------- | ----- | ------ | ------- | ------- | ----- | ------- | ------- | ------- | ----- | ------- | --------- | --------- |
| グレゴリオ暦       | 1596/1/30 | 2/28  | 3/29   | 4/28    | 5/27    | 6/26  | 7/25    | 8/24    | 9/22    | 10/22 | 11/20   | 12/20     | 1597/1/18 |
| ユリウス暦         | 1596/1/20 | 2/18  | 3/19   | 4/18    | 5/17    | 6/16  | 7/15    | 8/14    | 9/12    | 10/12 | 11/10   | 12/10     | 1597/1/8  |
| 慶長二年（丁酉）   | 一月※     | 二月  | 三月※  | 四月    | 五月    | 六月※ | 七月    | 八月※   | 九月    | 十月※ | 十一月  | 十二月※   |           |
| グレゴリオ暦       | 1597/2/17 | 3/18  | 4/17   | 5/16    | 6/15    | 7/15  | 8/13    | 9/12    | 10/11   | 11/10 | 12/9    | 1598/1/8  |           |
| ユリウス暦         | 1597/2/7  | 3/8   | 4/7    | 5/6     | 6/5     | 7/5   | 8/3     | 9/2     | 10/1    | 10/31 | 11/29   | 12/29     |           |
| 慶長三年（戊戌）   | 一月      | 二月※ | 三月   | 四月※   | 五月    | 六月※ | 七月    | 八月    | 九月※   | 十月  | 十一月※ | 十二月    |           |
| グレゴリオ暦       | 1598/2/6  | 3/8   | 4/6    | 5/6     | 6/4     | 7/4   | 8/2     | 9/1     | 10/1    | 10/30 | 11/29   | 12/28     |           |
| ユリウス暦         | 1598/1/27 | 2/26  | 3/27   | 4/26    | 5/25    | 6/24  | 7/23    | 8/22    | 9/21    | 10/20 | 11/19   | 12/18     |           |
| 慶長四年（己亥）   | 一月※     | 二月  | 三月※  | 閏三月※ | 四月    | 五月※ | 六月    | 七月    | 八月※   | 九月  | 十月    | 十一月※   | 十二月    |
| グレゴリオ暦       | 1599/1/27 | 2/25  | 3/27   | 4/25    | 5/24    | 6/23  | 7/22    | 8/21    | 9/20    | 10/19 | 11/18   | 12/18     | 1600/1/16 |
| ユリウス暦         | 1599/1/17 | 2/15  | 3/17   | 4/15    | 5/14    | 6/13  | 7/12    | 8/11    | 9/10    | 10/9  | 11/8    | 12/8      | 1600/1/6  |
| 慶長五年（庚子）   | 一月※     | 二月  | 三月※  | 四月※   | 五月    | 六月※ | 七月    | 八月※   | 九月    | 十月  | 十一月  | 十二月※   |           |
| グレゴリオ暦       | 1600/2/15 | 3/15  | 4/14   | 5/13    | 6/11    | 7/11  | 8/9     | 9/8     | 10/7    | 11/6  | 12/6    | 1601/1/5  |           |
| ユリウス暦         | 1600/2/5  | 3/5   | 4/4    | 5/3     | 6/1     | 7/1   | 7/30    | 8/29    | 9/27    | 10/27 | 11/26   | 12/26     |           |
| 慶長六年（辛丑）   | 一月      | 二月※ | 三月   | 四月※   | 五月※   | 六月  | 七月※   | 八月※   | 九月    | 十月  | 十一月  | 閏十一月※ | 十二月    |
| グレゴリオ暦       | 1601/2/3  | 3/5   | 4/3    | 5/3     | 6/1     | 6/30  | 7/30    | 8/28    | 9/26    | 10/26 | 11/25   | 12/25     | 1602/1/23 |
| ユリウス暦         | 1601/1/24 | 2/23  | 3/24   | 4/23    | 5/22    | 6/20  | 7/20    | 8/18    | 9/16    | 10/16 | 11/15   | 12/15     | 1602/1/13 |
| 慶長七年（壬寅）   | 一月      | 二月※ | 三月   | 四月※   | 五月※   | 六月※ | 七月    | 八月※   | 九月    | 十月  | 十一月※ | 十二月    |           |
| グレゴリオ暦       | 1602/2/22 | 3/24  | 4/22   | 5/22    | 6/20    | 7/19  | 8/17    | 9/16    | 10/15   | 11/14 | 12/14   | 1603/1/12 |           |
| ユリウス暦         | 1602/2/12 | 3/14  | 4/12   | 5/12    | 6/10    | 7/9   | 8/7     | 9/6     | 10/5    | 11/4  | 12/4    | 1603/1/2  |           |
| 慶長八年（癸卯）   | 一月      | 二月  | 三月※  | 四月    | 五月※   | 六月※ | 七月    | 八月※   | 九月※   | 十月  | 十一月  | 十二月※   |           |
| グレゴリオ暦       | 1603/2/11 | 3/13  | 4/12   | 5/11    | 6/10    | 7/9   | 8/7     | 9/6     | 10/5    | 11/3  | 12/3    | 1604/1/2  |           |
| ユリウス暦         | 1603/2/1  | 3/3   | 4/2    | 5/1     | 5/31    | 6/29  | 7/28    | 8/27    | 9/25    | 10/24 | 11/23   | 12/23     |           |
| 慶長九年（甲辰）   | 一月      | 二月  | 三月※  | 四月    | 五月※   | 六月  | 七月※   | 八月    | 閏八月※ | 九月※ | 十月    | 十一月※   | 十二月    |
| グレゴリオ暦       | 1604/1/31 | 3/1   | 3/31   | 4/29    | 5/29    | 6/27  | 7/27    | 8/25    | 9/24    | 10/23 | 11/21   | 12/21     | 1605/1/19 |
| ユリウス暦         | 1604/1/21 | 2/20  | 3/21   | 4/19    | 5/19    | 6/17  | 7/17    | 8/15    | 9/14    | 10/13 | 11/11   | 12/11     | 1605/1/9  |
| 慶長十年（乙巳）   | 一月      | 二月※ | 三月   | 四月    | 五月※   | 六月  | 七月※   | 八月    | 九月※   | 十月※ | 十一月  | 十二月※   |           |
| グレゴリオ暦       | 1605/2/18 | 3/20  | 4/18   | 5/18    | 6/17    | 7/16  | 8/15    | 9/13    | 10/13   | 11/11 | 12/10   | 1606/1/9  |           |
| ユリウス暦         | 1605/2/8  | 3/10  | 4/8    | 5/8     | 6/7     | 7/6   | 8/5     | 9/3     | 10/3    | 11/1  | 11/30   | 12/30     |           |
| 慶長十一年（丙午） | 一月      | 二月  | 三月※  | 四月    | 五月※   | 六月  | 七月    | 八月※   | 九月    | 十月※ | 十一月  | 十二月※   |           |
| グレゴリオ暦       | 1606/2/7  | 3/9   | 4/8    | 5/7     | 6/6     | 7/5   | 8/4     | 9/3     | 10/2    | 11/1  | 11/30   | 12/30     |           |
| ユリウス暦         | 1606/1/28 | 2/27  | 3/29   | 4/27    | 5/27    | 6/25  | 7/25    | 8/24    | 9/22    | 10/22 | 11/20   | 12/20     |           |
| 慶長十二年（丁未） | 一月※     | 二月  | 三月※  | 四月    | 閏四月※ | 五月  | 六月    | 七月※   | 八月    | 九月  | 十月※   | 十一月    | 十二月※   |
| グレゴリオ暦       | 1607/1/28 | 2/26  | 3/28   | 4/26    | 5/26    | 6/24  | 7/24    | 8/23    | 9/21    | 10/21 | 11/20   | 12/19     | 1608/1/18 |
| ユリウス暦         | 1607/1/18 | 2/16  | 3/18   | 4/16    | 5/16    | 6/14  | 7/14    | 8/13    | 9/11    | 10/11 | 11/10   | 12/9      | 1608/1/8  |
| 慶長十三年（戊申） | 一月      | 二月※ | 三月※  | 四月    | 五月※   | 六月  | 七月※   | 八月    | 九月    | 十月  | 十一月※ | 十二月    |           |
| グレゴリオ暦       | 1608/2/16 | 3/17  | 4/15   | 5/14    | 6/13    | 7/12  | 8/11    | 9/9     | 10/9    | 11/8  | 12/8    | 1609/1/6  |           |
| ユリウス暦         | 1608/2/6  | 3/7   | 4/5    | 5/4     | 6/3     | 7/2   | 8/1     | 8/30    | 9/29    | 10/29 | 11/28   | 12/27     |           |
| 慶長十四年（己酉） | 一月※     | 二月  | 三月※  | 四月※   | 五月    | 六月※ | 七月    | 八月※   | 九月    | 十月  | 十一月※ | 十二月    |           |
| グレゴリオ暦       | 1609/2/5  | 3/6   | 4/5    | 5/4     | 6/2     | 7/2   | 7/31    | 8/30    | 9/28    | 10/28 | 11/27   | 12/26     |           |
| ユリウス暦         | 1609/1/26 | 2/24  | 3/26   | 4/24    | 5/23    | 6/22  | 7/21    | 8/20    | 9/18    | 10/18 | 11/17   | 12/16     |           |
| 慶長十五年（庚戌） | 一月      | 二月※ | 閏二月 | 三月※   | 四月※   | 五月※ | 六月    | 七月※   | 八月    | 九月  | 十月※   | 十一月    | 十二月    |
| グレゴリオ暦       | 1610/1/25 | 2/24  | 3/25   | 4/24    | 5/23    | 6/21  | 7/20    | 8/19    | 9/17    | 10/17 | 11/16   | 12/15     | 1611/1/14 |
| ユリウス暦         | 1610/1/15 | 2/14  | 3/15   | 4/14    | 5/13    | 6/11  | 7/10    | 8/9     | 9/7     | 10/7  | 11/6    | 12/5      | 1611/1/4  |
| 慶長十六年（辛亥） | 一月      | 二月※ | 三月   | 四月※   | 五月※   | 六月※ | 七月    | 八月※   | 九月    | 十月※ | 十一月  | 十二月    |           |
| グレゴリオ暦       | 1611/2/13 | 3/15  | 4/13   | 5/13    | 6/11    | 7/10  | 8/8     | 9/7     | 10/6    | 11/5  | 12/4    | 1612/1/3  |           |
| ユリウス暦         | 1611/2/3  | 3/5   | 4/3    | 5/3     | 6/1     | 6/30  | 7/29    | 8/28    | 9/26    | 10/26 | 11/24   | 12/24     |           |
| 慶長十七年（壬子） | 一月      | 二月※ | 三月   | 四月    | 五月※   | 六月※ | 七月    | 八月※   | 九月※   | 十月  | 閏十月※ | 十一月    | 十二月    |
| グレゴリオ暦       | 1612/2/2  | 3/3   | 4/1    | 5/1     | 5/31    | 6/29  | 7/28    | 8/27    | 9/25    | 10/24 | 11/23   | 12/22     | 1613/1/21 |
| ユリウス暦         | 1612/1/23 | 2/22  | 3/22   | 4/21    | 5/21    | 6/19  | 7/18    | 8/17    | 9/15    | 10/14 | 11/13   | 12/12     | 1613/1/11 |
| 慶長十八年（癸丑） | 一月      | 二月※ | 三月   | 四月※   | 五月    | 六月※ | 七月    | 八月※   | 九月※   | 十月  | 十一月※ | 十二月    |           |
| グレゴリオ暦       | 1613/2/20 | 3/22  | 4/20   | 5/20    | 6/18    | 7/18  | 8/16    | 9/15    | 10/14   | 11/12 | 12/12   | 1614/1/10 |           |
| ユリウス暦         | 1613/2/10 | 3/12  | 4/10   | 5/10    | 6/8     | 7/8   | 8/6     | 9/5     | 10/4    | 11/2  | 12/2    | 12/31     |           |
| 慶長十九年（甲寅） | 一月      | 二月※ | 三月   | 四月    | 五月※   | 六月  | 七月※   | 八月    | 九月※   | 十月※ | 十一月  | 十二月※   |           |
| グレゴリオ暦       | 1614/2/9  | 3/11  | 4/9    | 5/9     | 6/8     | 7/7   | 8/6     | 9/4     | 10/4    | 11/2  | 12/1    | 12/31     |           |
| ユリウス暦         | 1614/1/30 | 3/1   | 3/30   | 4/29    | 5/29    | 6/27  | 7/27    | 8/25    | 9/24    | 10/23 | 11/21   | 12/21     |           |
| 慶長二十年（乙卯） | 一月      | 二月※ | 三月   | 四月    | 五月※   | 六月  | 閏六月※ | 七月    | 八月    | 九月※ | 十月    | 十一月※   | 十二月※   |
| グレゴリオ暦       | 1615/1/29 | 2/28  | 3/29   | 4/28    | 5/28    | 6/26  | 7/26    | 8/24    | 9/23    | 10/23 | 11/21   | 12/21     | 1616/1/19 |
| ユリウス暦         | 1615/1/19 | 2/18  | 3/19   | 4/18    | 5/18    | 6/16  | 7/16    | 8/14    | 9/13    | 10/13 | 11/11   | 12/11     | 1616/1/9  |